# Saint-Sulpice, Puy-de-Dôme
Saint-Sulpice là một xã ở tỉnh Puy-de-Dôme trong vùng Auvergne-Rhône-Alpes miền trung nước Pháp.